# Bayou La Batre
Bayou La Batre – miasto portowe w Stanach Zjednoczonych, w stanie Alabama, w hrabstwie Mobile. W roku 2023 miasto zamieszkiwało 2155 osób, a gęstość zaludnienia wynosiła 199,5 osoby/km².